# Internationaux de Nouvelle-Calédonie 2003
Gli Internationaux de Nouvelle-Calédonie 2003 sono stati un torneo di tennis giocato nel 2003 sul cemento con palline Slazenger. Il torneo faceva parte della categoria ATP Challenger Series nell'ambito dell'ATP Challenger Series 2003. Il torneo si è giocato a Nouméa in Nuova Caledonia, dal 29 dicembre 2003 al 4 gennaio 2004. Il montepremi previsto era di $37,500+H.

## Partecipanti singolare

### Teste di serie
| Nazionalità   | Giocatore             | Ranking | Testa di serie |
| ------------- | --------------------- | ------- | -------------- |
| Romania       | Victor Hănescu        | 70      | 1              |
| Germania      | Lars Burgsmüller      | 76      | 2              |
| Canada        | Frederic Niemeyer     | 170     | 3              |
| Argentina     | Diego Veronelli       | 174     | 4              |
| Taipei cinese | Ye-hsun Lu            | 190     | 5              |
| Rep. Ceca     | Petr Kralert          | 202     | 6              |
| Paesi Bassi   | Petr Wessels          | 203     | 7              |
| Germania      | Philipp Kohlschreiber | 208     | 8              |

### Altri partecipanti
Giocatori che hanno ricevuto una wild card:
- Raphael Durek
- Michael Staniak
- Chris Guccione

Giocatori che sono passati dalle qualificazioni:
- Stephen Huss
- Ashley Fisher
- Vince Mellino
- Anthony Ross

## Partecipanti doppio

### Teste di serie
| Nazionalità | Giocatore              | Nazionalità | Giocatore        | Testa di serie |
| ----------- | ---------------------- | ----------- | ---------------- | -------------- |
| Australia   | Ashley Fisher          | Australia   | Stephen Huss     | 1              |
| Svizzera    | Yves Allegro           | Germania    | Lars Burgsmüller | 2              |
| Australia   | Anthony Ross           | Australia   | Joseph Sirianni  | 3              |
| Francia     | Jean-Francois Bachelot | Francia     | Jerome Golmard   | 4              |

### Altri partecipanti
Coppie che hanno ricevuto una wild card:
- Pierre-Henri Guillaume /  Philippe Poignon

## Punti e Montepremi
|           | Vincitore | Finalista | SF     | QF     | 2R   | 1R   | Q |
| --------- | --------- | --------- | ------ | ------ | ---- | ---- | - |
| Punti     | 55        | 38        | 24     | 13     | 5    | 1    | 2 |
| $ Singolo | $5,400    | $3,200    | $1,880 | $1,100 | $650 | $385 |   |
| $ Doppio  | $2,300    | $1,360    | $800   | $470   | $280 |      |   |

## Campioni

### Singolare
Guillermo Cañas ha battuto in finale  Todd Reid con il punteggio di 6–4, 6–3

### Doppio
Stephen Huss /  Ashley Fisher hanno battuto in finale  Luke Bourgeois /  Vince Mellino con il punteggio di 3–6, 6–4, 6–4